# 松本竜山
松本 竜山（まつもと りゅうざん、嘉永6年（1853年）‐明治40年（1907年）1月25日）とは明治時代の銅版画家。

## 来歴
初代の玄々堂松本保居の八男。2代玄々堂の弟で、俗称は民次郎、民弥、多宮。松田竜山、松本竜山と号した。3代目玄々堂を称す。明治初期に兄とともに東京へ移住し、水路局で海図の製作に当たった。また、銅版画による風景画を残している。享年55。墓所は台東区の谷中墓地。